# Split Open
 Ovo je glavno značenje pojma Split Open. Za druga značenja pogledajte Split Open (razdvojba).
ATP Challenger Tour Split Open je turnir iz serije ATP Challenger Tour, koji se održava u Splitu na otvorenim terenima sa crvenom zemljom.

## Povijest
Prvo izdanje odigrano je od 28. rujna do 4. listopada 2020. godine, a kvalifikacijski dio počeo je još 26. rujna. Igralo se na terenima TK Split na Firulama. Turnirom iz 2020. profesionalni teniski turniri vratili su se u Split nakon ATP Tourovog turnira u Splitu 1998. godine. Također to je prvi turnir ATP Challenger Toura u Hrvatskoj nakon 2011. kada je ugašen ATP Challenger u Zagrebu nakon 16 godina neprekidna održavanja.
Turnir je trebao krenuti proljeća 2020. godine. ATP Challenger 80 nagradnog fonda od 46.600 eura gradio se, borilo se za nj punu godinu dana. Direktor turnira, Ismar Moralić iz Zagreba, inače splitski zet, kontaktirao je s odgovornima u ATP-u i također tražio sugovornike u splitskoj gradskoj upravi, što mu je uspjelo kod pročelnika za društvene djelatnosti te gradonačelnika Andre Krstulovića Opare. Iz grada su odobrili projekt, uz uvjet da termin bude u turističkoj predsezoni ili postsezoni. Asocijacija teniskih profesionalaca prvo je ponudila termin u drugom tjednu Wimbledona, što Gradu Splitu nije odgovaralo jer je to u vrhuncu turističke sezone i u vrijeme kad je u Splitu glazbeni festival Ultra. Naposljetku se koncem studenoga 2019. otvorio termin od 20. travnja 2020. godine. ATP-ova inspekcija dala je povoljnu prvu ocjenu teniskog centra na Firulama, i 9. siječnja službeno uvršten u kalendar Challengera za tekuću sezonu. Zbog pandemije koronavirusa poremetili su se rasporedi i paraliziralo održavanje teniskih turnira diljem svijeta. Ipak, 30. srpnja 2020. ATP objavio je osvježeni kalendar Challenger Toura. Splitski turnir bio je jedan od rijetkih koji je dobio nadoknadu termina. Ponuđen im je termin od 28. rujna do 4. listopada. Tako je ostalo i turnir na zemljanim terenima centra na Firulama se održao.
Pobjednik prvog izdanja je Argentinac Francisco Cerundolo koji je u završnici svladao prvog nositelja Portugalca Pedra Sousu u pripetavanju trećeg seta, ukupnim rezultatom 4:6, 6:3, 7:6 (4).

## Rezultati

### Pojedinačno
| Godina    | Rang      | Pobjednik             | Finalist           | Rezultati           |
| --------- | --------- | --------------------- | ------------------ | ------------------- |
| 2023.     |           | Zsombor Piros         | Norbert Gombos     | 7–6(7–2), 7–6(11–9) |
| 2022.     |           | Christopher O'Connell | Zsombor Piros      | 6–3, 2–0 pred.      |
| 2021. II. |           | Kacper Żuk            | Mathias Bourgue    | 6–4, 6–2            |
| 2021. I.  |           | Blaž Rola             | Blaž Kavčič        | 2–6, 6–3, 6–2       |
| 2020.     |           | Francisco Cerúndolo   | Pedro Sousa        | 4–6, 6–3, 7–6 (4)   |
| 1998.     | $100000+H | Orlin Stanoytchev     | Attila Savolt      | 7–6, 6–4            |
| 1997.     | $50000+H  | Dinu-Mihai Pescariu   | Juan-Antonio Marin | 3–6, 6–2, 6–1       |

### Parovi
| Godina    | Rang      | Pobjednici                           | Finalisti                                   | Rezultat              |
| --------- | --------- | ------------------------------------ | ------------------------------------------- | --------------------- |
| 2023.     |           | Sadio Doumbia Fabien Reboul          | Anirudh Chandrasekar Vijay Sundar Prashanth | 6–4, 6–4              |
| 2022.     |           | Nathaniel Lammons Albano Olivetti    | Sadio Doumbia Fabien Reboul                 | 4–6, 7–6(8–6), [10–7] |
| 2021. II. |           | Szymon Walków Jan Zieliński          | Grégoire Barrère Albano Olivetti            | 6–2, 7–5              |
| 2021. I.  |           | Andrej Golubjev Aleksandr Nedovjesov | Szymon Walków Jan Zieliński                 | 7–5, 6–7(5–7), [10–5] |
| 2020.     |           | Treat Huey Nathaniel Lammons         | André Göransson Hunter Reese                | 6–4, 7–6 (3)          |
| 1998.     | $100000+H | Geoff Grant Attila Savolt            | Alex Lopez-Moron Alberto Martin             | 4–6, 6–3, 6–2         |
| 1997.     | $50000+H  | Devin Bowen Dinu-Mihai Pescariu      | Trey Phillips David Roditi                  | 7–6, 6–3              |

## Vanjske poveznice
- Službene stranice  Arhivirana inačica izvorne stranice od 25. listopada 2020. (Wayback Machine)
- Split Draws ATP Tour Tennis
- Split Tennis Europe